# ワジール (カウンティ)
ワジール（スワヒリ語: Wilaya ya Wajir、英語: Wajir County）は、ケニア北東部の北東州中部のカウンティ。
中心都市はワジール。
2009年の人口は66万1941人。

## 人口
- 1979年8月24日：13万9319人
- 1989年8月24日：12万2769人
- 1999年8月24日：31万9261人
- 2009年8月24日：66万1941人[2]

## 隣接カウンティ
- 北：エチオピア・オロミア州
- 北東：マンデラ
- 東：ソマリア・ゲド州
- 南東：ソマリア・下部ジュバ州
- 南：ガリッサ
- 南西：イシオロ
- 西：マルサビット